# Tulips
Pour les articles homonymes, voir Tulipe (homonymie).
Tulipes est une sculpture de l'artiste américain Jeff Koons, créée en 1995.

## Généralités
Tulipes représente un bouquet de sept tulipes en acier inoxydable poli, recouvert d'un enduit transparent coloré. Le bouquet semble posé de tout son long : cinq des tulipes reposent directement sur le sol, les deux dernières sur les trois du centre. Chaque tulipe possède une couleur distincte : verte, violette, rouge, bleue, orange, jaune et rose. Au total, l'œuvre mesure 5,21 m de long, 4,57 m de large et 2,03 m de haut.
L'œuvre fait partie de la série Celebration, centrée sur les objets génériques associés aux événements festifs. Comme les autres membres de la série, les tulipes prennent une forme simple, comme réalisée à partir de ballons gonflés réfléchissants et monochromes.
Cinq éditions uniques sont réalisées en 1995 et 2004. Quatre font partie de collections de musées ou fondations : le musée Guggenheim de Bilbao, la fondation Victor Pintchouk (en) de Kiev, la fondation Prada de Milan et la Broad Art Foundation de Santa Monica. La dernière a été vendue par la société de vente aux enchères Christie's pour plus de 33 millions de dollars en 2012.

## Bouquet of Tulips
Particulièrement émue par les témoignages de soutien et d’amitié exprimés par des citoyens américains envers les Parisiens et les Français à la suite des attentats de novembre 2015, Jane Hartley, alors ambassadrice des États-Unis en France, sollicite Jeff Koons en janvier 2016 pour offrir une œuvre d’art à la Ville de Paris. 
L’artiste crée alors une sculpture monumentale et unique, Bouquet of Tulips, imaginée comme un « symbole de souvenir, d’optimisme et de rétablissement ».